# Red, Mexiko
Red är en ort i Mexiko.   Den ligger i kommunen Santa María Tlahuitoltepec och delstaten Oaxaca, i den sydöstra delen av landet, 400 km sydost om huvudstaden Mexico City. Red ligger 2 410 meter över havet och antalet invånare är 499.
Terrängen runt Red är bergig åt nordost, men åt sydväst är den kuperad. Runt Red är det ganska glesbefolkat, med 25 invånare per kvadratkilometer. Närmaste större samhälle är Tamazulápam del Espíritu Santo, 5,0 km sydväst om Red. I omgivningarna runt Red växer i huvudsak städsegrön lövskog.